# Bettina Hoeltje
Bettina Hoeltje (* 18. April 1948 in São Paulo) ist eine ehemalige deutsche Politikerin (Die Grünen), die sich spätestens nach der deutschen Wiedervereinigung aus der aktiven Parteipolitik zurückzog.
Hoeltje, die politisch aus dem Kommunistischen Bund und der Gruppe Z kam, war 1980 Beisitzerin im Bundesvorstand der Grünen und 1982 sowie 1985/86 für die Grün-Alternative Liste Mitglied der Hamburgischen Bürgerschaft. 1989 gehörte sie zu den Initiatoren der Kampagne Nie wieder Deutschland.
Nach ihrem Rückzug aus der Politik wurde die promovierte Diplom-Psychologin wissenschaftliche Mitarbeiterin der Universität Bremen und arbeitete zudem in einer psychotherapeutischen Praxis in Hamburg.